# Giada Cecchetto
Giada Cecchetto (Milano, 6 giugno 1991) è una pallavolista italiana, libero dell'Adolfo Consolini.

## Carriera

### Club
La carriera di Giada Cecchetto inizia nella stagione 2012-13 con il Cuatto Giaveno, in Serie A1, entrando in squadra a campionato già iniziato. Nella stagione seguente è al Polis Corato, in Serie B1.
Nell'annata 2014-15 si accasa alla Piacentina, in Serie A2, mentre nella stagione successiva viene ingaggiata dal Casalmaggiore, in Serie A1, con cui vince la Supercoppa italiana e la Champions League. Per il campionato 2016-17 si accasa alla VolAlto Caserta, in serie cadetta, per poi tornare a giocare nella massima divisione, nell'annata 2017-18, vestendo la maglia della SAB: tuttavia a campionato in corso viene ceduta al Soverato, in Serie A2, categoria dove resta anche nella stagione 2018-19, firmando per la Zambelli Orvieto.
Per il campionato 2019-20 difende i colori della neopromossa Wealth Planet Perugia, in Serie A1, a cui è legata per due annate; nella stagione 2021-22 è acquistata da un'altra neopromossa in massima serie, la Megavolley, mentre in quella seguente veste la maglia del Bergamo 1991. Dopo due annate con le orobiche viene ingaggiata per la stagione 2024-25 dalla Futura Giovani, in Serie A2: al termine del torneo annuncia il suo ritiro dall'attività agonistica, per poi ritornare in campo già nell'annata successiva con la neopromossa in massima divisione Adolfo Consolini.

## Palmarès

### Club
- Supercoppa italiana: 1

2015
- CEV Champions League: 1

2015-16